# 송욱 (기자)
송욱(1977년 12월 12일 ~ )은 대한민국의 SBS 기자이다.

## 경력
- 2001년 SBS 공채 기자 입사
- SBS 보도국 사회부 기자
- SBS 보도국 경제부 기자
- SBS 앵커
- 2019.03~2022 SBS 베이징 특파원
- 2022.12~2023.09 SBS 경제부 경제정책팀장
- 2023.09~ SBS 시민사회부 시민사회팀장

## 방송 프로그램
- SBS 8 뉴스 앵커 (주말, 2011년 3월 26일 ~ 7월 17일)